# Lampa Lipangui Airport
Lampa Lipangui Airport är en flygplats i Chile.   Den ligger i provinsen Provincia de Chacabuco och regionen Región Metropolitana de Santiago, i den södra delen av landet, 23 km nordväst om huvudstaden Santiago de Chile. Lampa Lipangui Airport ligger 481 meter över havet.
Terrängen runt Lampa Lipangui Airport är varierad, och sluttar österut. Runt Lampa Lipangui Airport är det mycket tätbefolkat, med 3 134 invånare per kvadratkilometer.. Närmaste större samhälle är Lo Prado, 16,7 km sydost om Lampa Lipangui Airport. 
Trakten runt Lampa Lipangui Airport består till största delen av jordbruksmark.